# Sanction économique
Une sanction économique désigne l'ensemble des restrictions de circulations de biens, de personnes ou de transferts financiers mise en place entre états. Celle-ci peut être mise en place au travers de taxes, de quotas, de gel d'avoir, etc. Une sanction économique peut être mise en place pour des raisons politiques, sociales mais aussi économiques. Elle peut concerner un ou plusieurs états. De même, les sanctions économiques peuvent être mises en place par un seul ou plusieurs états.
L'exemple le plus notable de sanctions économiques est certainement l'embargo des États-Unis contre Cuba (en place depuis 1962), mais d'autres sont également notables comme l'embargo alimentaire russe de 2014 ou les sanctions contre le programme nucléaire de l'Iran.